# HD 194013
HD 194013，又名BD+04 4434，SAO 125747、HR 7794，是一颗恒星，视星等为5.31，位于銀經48.75，銀緯-17.63，其B1900.0坐标为赤經20h 18m 13.4s，赤緯+5° -17.63′ 24″。